# Loka pri Mengšu
Loka pri Mengšu je naselje v Občini Mengeš. Prebivalci vasi se imenujejo Ločani.

## Geografija
Razpotegnjeno obcestno naselje se nahaja na zahodnem delu Kamniškobistriške ravni oz. Mengeškega polja, južno od naselja Mengeš in severno od naselja Trzin na nadmorski višini 306 m.  Skozi Loko pri Mengšu teče reka Pšata. Zahodno od naselja je ožji ravninski pas, ki nato preide v razrezana in ponedkod zakrasela pobočja osamelca Rašice (Vrh Staneta Kosca, 641 m). Ob njegovem vznožju ob poti na Dobeno stoji grad Jablje, ki je v svoji prvotni podobi obstajal že v 14. stoletju. Sredi ravnine na desnem bregu Pšate stoji cerkev sv. Primoža in Felicijana. Blizu cerkve je novogotsko znamenje s figuralno plastiko, ob cesti Trzin-Mengeš pa stoji Mihalčevo znamenje iz leta 1900. Severozahodno od vasi se na desnem bregu Pšate nahaja zaselek, imenovan Na Gmajni. Glavna cesta Trzin-Mengeš-Kamnik pelje vzhodno od vasi. Hiše so zgoščene predvsem ob njeni vzporednici, ki je speljana ob Pšati od Trzina do Mengša in ob kateri so se s sodobno pozidavo tri naselja že skoraj povsem zrasla.

## Grad Jablje
Grad Jablje (domačini uporabljajo staro ime Habach) stoji kraj mogočnih smrekovih gozdov na vznožju Rašice ob poti na Dobeno. Leta 1530 so ga sezidali Lambergi, od katerih so ga pozneje prevzeli Raspi. Od 18. stoletja do druge vojne so ga imeli v lasti Lichtenbergi.
Grad kaže v posameznostih precej gotskih črt. Četrti trakt so prizidali v 17. stoletju in ga predelali v baročnem slogu.Tako sedaj obkrožajo zaprto dvorišče polkrožne arkade. Na štirih oglih so stolpiči. Leta 1745 je Jelovšek s freskami posvetne vsebine okrasil knjižnico in drugo sobo v jugovzhodnem traktu. Kitajsko sobo je poslikal z motivi kitajskega življenja, medtem ko je jedilnico okrasil z imitacijami gobelinov. Po drugi vojni je bila večina inventarja raznesena ali uničena, nekaj tapet je končalo v muzeju na Bledu. Večina fresk je bila ali prebeljena ali uničena, le deloma so bile obnovljene. V gradu je delovala enota Kmetijskega inštituta Slovenije, deloma pa je služil tudi kot stanovanjski objekt za zaposlene v inštitutu. Danes v gradu deluje Center za evropsko prihodnost, deloma pa je namenjen tudi za organizacijo kulturnih prireditev.

## Zgodovina
Od 19.9.1943 je v kraju delovala ilegalna rajonska tehnika, ki je bila pozneje prenešena v Črnuče. 11.3.1944 so Nemci v taborišče odgnali 16 domačinov. Zavezniška letala so 17.2.1945 in 4.5.1945 bombardirala kraj.

## Gospodarstvo
Večina ravninskega sveta s polji in travniki je pod upravo Kmetijskega poskusnega centra Jablje in v sklopu Biotehniške fakultete ljubljanske univerze. Kmečkega prebivalstva je sorazmerno malo, močneje je zastopana obrt. Večina prebivalcev je zaposlena v okoliških krajih (Domžale. Mengeš, Trzin in Ljubljana).

## Društvena dejavnost
V Loki deluje tudi več društev, kot so PGD Loka, šahovsko društvo, kulturno društvo Antona Lobode in druga. V Loki, ki je sicer priljubljeno kolesarsko in pohodniško izhodišče, se nahajata dve košarkarski igrišči, igrišča za nogomet, odbojko in balinišče. 

## Znana Ločana
V Loki pri Mengšu sta se rodila: 
- Andrej Pirnat, rudarski inženir in pesnik (Loka, 1817 - Ormož, 1888)
- Janko Testen (pater Ambrozij), slikar (Loka, 1897 - Kampor na otoku Rab, 1984)